# Podkowa Leśna
Podkowa Leśna (užívající titul „Zahradní město”) je město a gmina v Polsku v Mazovském vojvodství, v okrese Grodzisk Mazowiecki. Město je součástí varšavské aglomerace. V letech 1975–1998 město administrativně náleželo do Varšavského vojvodství.
Podle údajů z roku 2019 má město 3 844 obyvatel.

## Historie

### Období meziválečné a válečné
Území, na kterém leží Podkowa Leśna náleželo kdysi do Stanisława Lilpopa, předválečného průmyslníka a myslivce. Za počátek města se počítá rok 1925, kdy členové správní rady Město Zahrada "Podkowa Leśna" (J. Redziński, T. Baniewicz a právě Lilpop) podepsali smlouvu dávající pokyn k prodeji území Podkowy. Vytvoření města je svázáno bezprostředně s tzv. "Elektrickou příjezdovou železnicí" (pl. Elektryczna Kolej Dojazdowa) (obecně Warszawska Kolej Dojazdowa), postavenou v 20. letech 20. století. Díky tomu vznikl specifický urbanistický plán postavený na koncentraci ulic - alejí kolem železničního nádraží (projekt A. Jawornického). V roce 1981 byla Podkowa Leśna zapsána do rejstříku památek.
Během druhé světové války zde našlo pomoc i úkryt (mj. na Stawisku) mnoho Židů, kteří se odmítli ubytovat ve Varšavském ghettu (mezi nimi např. rodina známého varšavského advokáta Henryka Kona, který se ukrýval v Podkowě Leśné se svým synem, pozdějším novinářem a cestovatelem Lucjanem Wolanowským). Po Varšavském povstání osady ležící na linii železnice EKD, mezi nimi také Podkowa Leśna, přijaly deseti tisíce utečenců z Varšavy. Poněvadž se tam nalézala také značná část vedení AK, byla Podkowa nazývána "Malým Londýnem". V Podkowě byla umístěna mj. jediná radiostanice, kterou se podařilo zachránit z povstání ve Varšavě, operovaná přes Zofii a Stefana Korbońských.

### Období poválečné
V letech 1948 -1954 byla obec sídlem vesnické gminy Podkowa Leśna. 1. ledna 1957 získala Podkowa Leśna práva sídla městského typu, a 31. prosince 1968 městská práva.
Po válce byl důležitou postavou v dějinách Podkowy kněz Leon Kantorski, probošt farnosti pw. Sv. Kryštofa v letech 1964 - 1991. V jeho kostele se v roce 1965 odbyla první tzv. mše beatové (rockové). V 80. letech byla farnost významným centrem odporu, iniciující různé společenské aktivity (politické a dobročinné). Např. se zde uskutečnilo několik hladovek na obranu politických vězňů, vypravené byly "mše za vlast", organizováno "setkání s autorem", do kterého byli pozváni významní představitelé opozice, historici apod.

### 21. století
Na území města rostou staré stromy a jsou zde také tři přírodní rezervace (Sojčí úvoz, rezervace Bolesława Hryniewieckého, Zaborów Witolda Tyrakowského) a mnoho přírodních památek. Podkowa byla koncipována jako rezidenční lokalita pro vyšší úředníky a inteligenci. Také dnes v ní bydlí mnoho známých osobností.
V současnosti je Podkowa Leśna cílem výletů a procházek obyvatel Varšavy, vzhledem k lesnímu charakteru a také značnému počtu pěkných předválečných vil. Stojí za to si prohlédnout mj. Lipovou alej, mající téměř 100 lip (přírodní památka), lovecký zámeček „Lilpopa“, vilu „Aida“ a předválečnou vilu „Kasyno Obywatelskie“ (v překladu „Občanské kasino“). Vilu „Kasyno“ se doporučuje navštívit zvláště během každoročního Festivalu otevřené zahrady. Zajímavý je také kostel postavený před válkou v modernistickém slohu, později mnohokrát přestavěný. Nachází se v něm zajímavé příklady předválečného i současného církevního umění (fresky, sochy, vitráže), a kolem kostela je rozlehlá, pečlivě navržená zahrada.
V Podkowě Leśné ve vile „Stawisko“, náležící dříve Jarosławu Iwaszkiewiczovi, se nachází Muzeum Anny a Jarosława Iwaszkiewiczových. V obci se nachází jediná vyšší škola, jmenovitě Vyšší škola teologicko-humanitní, vedená Adventisty sedmého dne.
V roce 2010 se uskutečnily volby na starostu Podkowy Leśné. V druhém kole vyhrála Małgorzata Stępień-Przygoda (dříve zastávala funkci místostarostky), která porazila Marcina Olejnika. V úřadě starosty nahradila Andrzeje Kościelného.

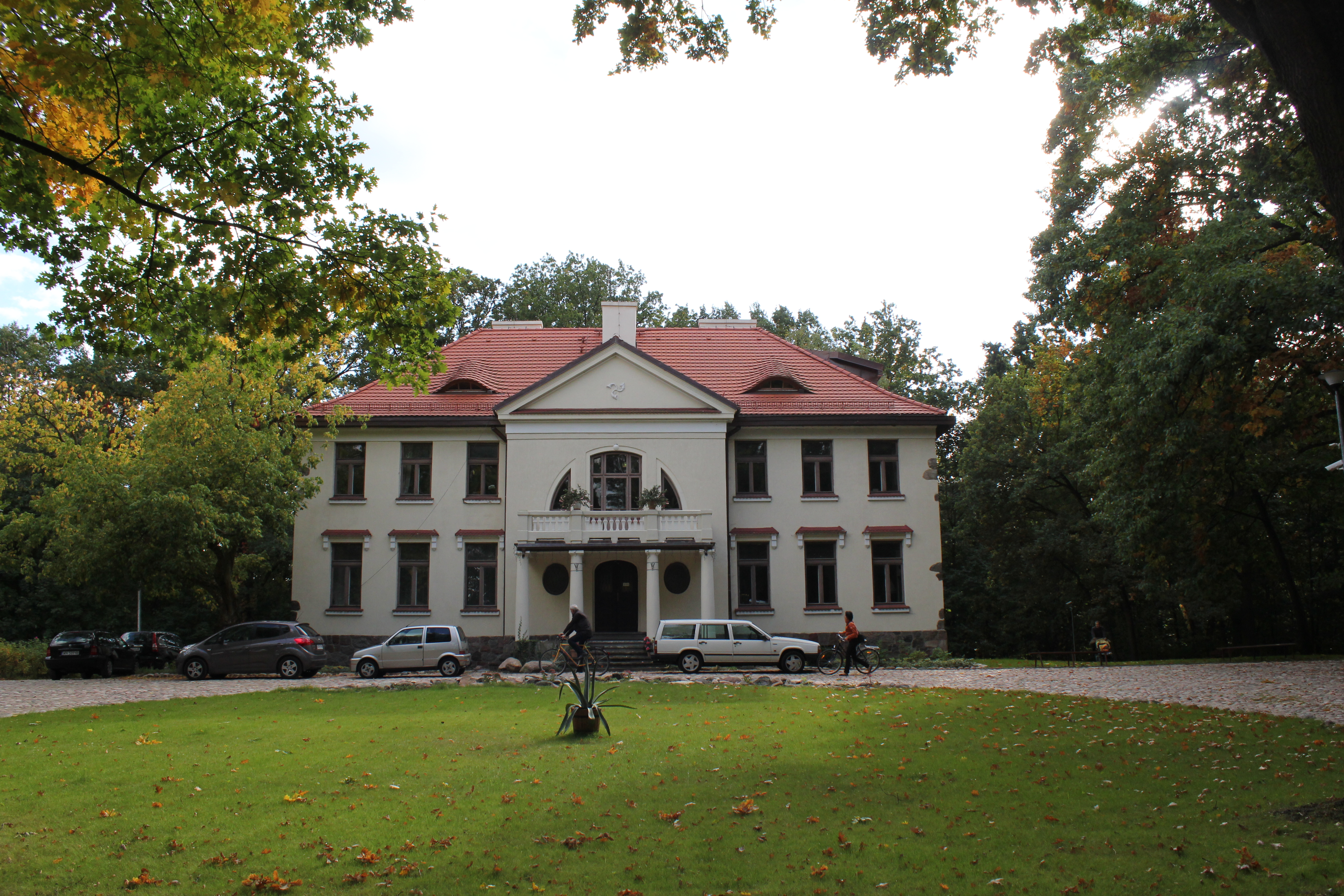
Vila Iwaszkiewiczů v Stawisku

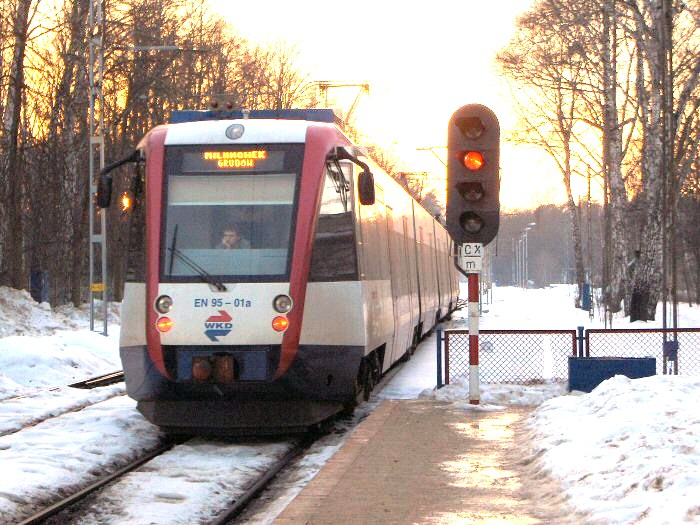
EN95 odjíždí ze zastávky WKD v Podkowě

## Struktura území
Podle dat z roku 2002 měla Podkowa Leśna rozlohu 10,1 km², z toho:
- Využití zemědělské: 6%
- Využití lesního hospodářství: 78%

Město představuje 2,75% povrchu okresu.

## Demografie
Data z 31. prosince 2007:
| Popis                       | Celkem | Celkem | Ženy  | Ženy  | Muži  | Muži  |
| --------------------------- | ------ | ------ | ----- | ----- | ----- | ----- |
| jednotka                    | osob   | %      | osob  | %     | osob  | %     |
| populace                    | 3822   | 100    | 2031  | 53,1  | 1791  | 46,9  |
| hustota populace (osob/km²) | 378,4  | 378,4  | 201,1 | 201,1 | 177,3 | 177,3 |

Podle dat z roku 2002 průměrný plat obyvatele činí 2772,63 zł.

## Náboženství
Na území Podkowy Leśné pastorační činnost provádí následující kostely:
- Římskokatolická církev v Polsku
  - Farnost Sv. Kryštofa
- Adventisté sedmého dne
  - Sbor Adventistů sedmého dne v Podkowě Leśné

## Památky
Mezi památky zapsané do seznamu památek patří::
- Urbanistický plán (zástavba a zeleň města-zahrady), 1925, reg. číslo: 1194-A z 22.10.1981
  - Malý palác Kasyno, ulice Lilpopa 16, mur.-drewn., 1925, reg. číslo.: 1182-A z 29.06.1981
  - Vila, ulice Lipowa 11, reg. číslo: 1446 z 20.11.1990
  - Vila "Krywojta" se zahradou, ulice Lipowa 15, 1929, reg. číslo: 1440-A z 27.06.1990
- Vilový komplex "Renata", ulice 11 Listopada 1/3, 1934-1935, reg. číslo: 1489-A z 10.06.1991: vila "Renata", hospodářské stavení, zahrada
- Vilový komplex, ulice Słowackiego 5, 1937, reg. číslo: A-14 z 11.08.1999: vila, zahrada, fontána
- Vila, ulice Bukowa 24, 1926, reg. číslo: 1353-A z 16.06.1988
- Vila Jarosława Iwaszkiewicza (Podkowa Leśna-Stawisko), ulice Gołębia 1, začátek 20. století, reg. číslo: 1108/764 z 22.02.1967, park, reg. číslo: 1218 z 12.01.1983
- Dvůr (Podkowa Leśna-Zarybie), ulice Jana Pawła II 39, 4 ćw. XIX, 1931, reg. číslo: 1183-A z 29.06.1981, sýpka, reg. číslo: j.w.

## Administrace
Podkowa Leśna je členem sdružení Unie polských městeček.